# Mohyliwka (obwód winnicki)
Mohyliwka (ukr. Могилівка) – wieś na Ukrainie, w obwodzie winnickim, w rejonie winnickim, w hromadzie Hniwań. W 2001 liczyła 1423 mieszkańców, spośród których 1384 wskazało jako ojczysty język ukraiński, 33 rosyjski, 5 ormiański, a 1 inny.